# Álcool e sexo

Tabela do estudo DrugScience de 2010 que classifica várias drogas (lícitas e ilícitas) com base em declarações de especialistas em danos por drogas. Este estudo avaliou o álcool como a droga mais prejudicial no geral e a única droga mais prejudicial a terceiros do que aos próprios usuários.

Álcool e sexo trata dos efeitos do consumo de álcool no comportamento sexual. Os efeitos do álcool equilibram-se entre seus efeitos inibidores na fisiologia sexual, que diminuem a atividade sexual, e sua supressão das inibições sexuais. Uma grande parte das agressões sexuais envolve o consumo de álcool pelo autor, pela vítima ou por ambos.
Álcool é um depressor. Após o consumo, o álcool faz com que os sistemas do corpo desacelerem. Frequentemente, os sentimentos de embriaguez estão associados a euforia e felicidade, mas sentimentos de raiva ou depressão também podem surgir. Equilíbrio, julgamento e coordenação são negativamente afetados. Um dos efeitos de curto prazo mais significativos do álcool é a redução das inibições, o que pode levar a um aumento do comportamento sexual.

## Em homens
O consumo baixo a moderado de álcool mostrou efeito protetor na função erétil masculina. Revisões e meta-análises indicam que esse padrão de consumo reduz significativamente o risco de disfunção erétil masculina.
O alto consumo de álcool pode afetar dramaticamente o comportamento sexual masculino. Estudos demonstram que tanto o consumo crônico quanto o agudo inibem a produção de testosterona nos testículos, possivelmente por diminuir a razão NAD+/NADH necessária à síntese de hormônio.
Como a testosterona é crucial para libido e excitação física, o álcool tende a prejudicar o desempenho sexual masculino, diminuindo a excitação, o prazer e a intensidade do orgasmo, além de aumentar a dificuldade para atingir o orgasmo.

## Em mulheres
Nos estudos, os efeitos do álcool sobre a libido feminina são divergentes: algumas mulheres relatam aumento da excitação e do desejo, enquanto outras apresentam redução dos sinais fisiológicos de excitação. Um estudo de 2016 mostrou impacto negativo do álcool na qualidade subjetiva da experiência sexual em ambos os sexos. Estudos indicam que o consumo agudo de álcool eleva níveis de testosterona e estradiol em mulheres. Dado que a testosterona influencia a libido, isso pode explicar aumento do interesse sexual. Além disso, mulheres metabolizam o álcool mais lentamente, levando cerca de um terço a mais de tempo para eliminá-lo, em razão de maior porcentagem de gordura corporal e menor de água no organismo.
O comportamento sexual feminino sob influência de álcool difere do masculino: aumento do BAC correlaciona-se a latências orgasmicas mais longas e menor intensidade de orgasmo. Algumas relatam maior excitação e sensações de prazer aumentadas, apesar da dificuldade de medir objetivamente o orgasmo feminino, frequentemente avaliado por fotopletismografia vaginal.
Psicologicamente, mulheres intoxicadas acreditam estar mais excitadas, efeito contrabalançado pela diminuição real da excitação fisiológica, mas reforçado pela perda de inibições.

## Comportamento sexual de risco
Estudos associam a cultura de sexo casual ao uso de substâncias, e a maioria dos estudantes relata encontros após consumo de álcool. Freitas observou que a relação entre festas, álcool e cultura casual é “impossível de ignorar”.
A intoxicação alcoólica em jovens correlaciona-se diretamente ao aumento de comportamentos de risco, como ter múltiplos parceiros sexuais.
Em 2018, o primeiro estudo do tipo relatou associação entre misturas de bebidas alcoólicas com energéticos e sexo casual de risco entre universitários.

### Infecções sexualmente transmissíveis e gravidez não planejada

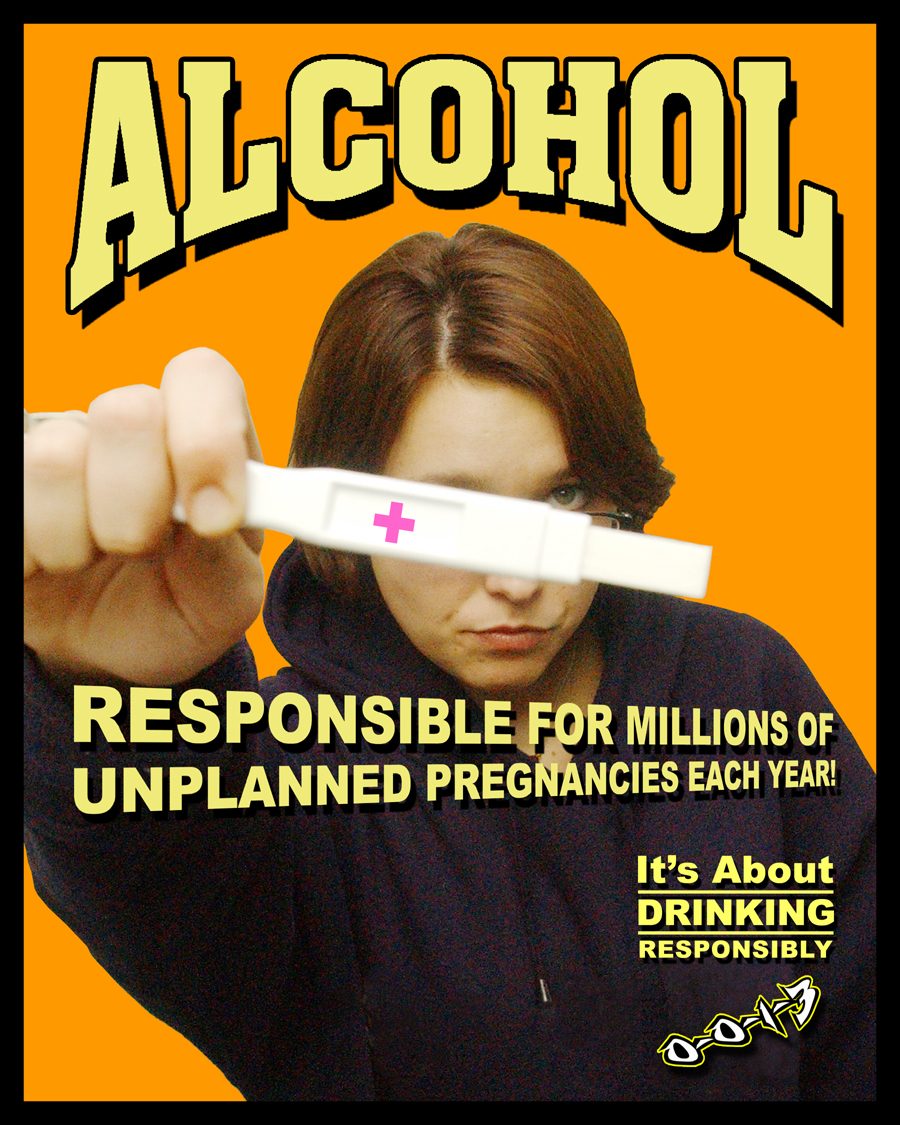
Campanha de mídia destacando que o uso responsável de álcool pode prevenir sexo de risco e gravidez não planejada

A intoxicação alcoólica aumenta o risco de sexo sem proteção, elevando a probabilidade de ISTs e gravidez indesejada. Tanto homens, quanto mulheres, relataram menor uso de preservativo quando intoxicados.
O Coito interrompido carrega risco de ISTs e gravidez indesejada, especialmente sob intoxicação, pois inibição reduzida dificulta a retirada a tempo.
Mulheres com gravidez não intencional são mais propensas a fumar, beber álcool e fazer binge durante a gravidez, resultando em piores desfechos de saúde.

## Agressões sexuais
Estupro é qualquer atividade sexual sem o consentimento livremente dado, incluindo Agressão sexual facilitada por álcool e Remoção não consensual de preservativo. Estudos indicam aumento de ISTs e gravidez por estupro quando o autor consome álcool. Algumas vítimas recorrem a álcool ou drogas para lidar com o trauma, o que pode prejudicar o feto se estiver grávida.

### Agressão sexual facilitada pelo álcool

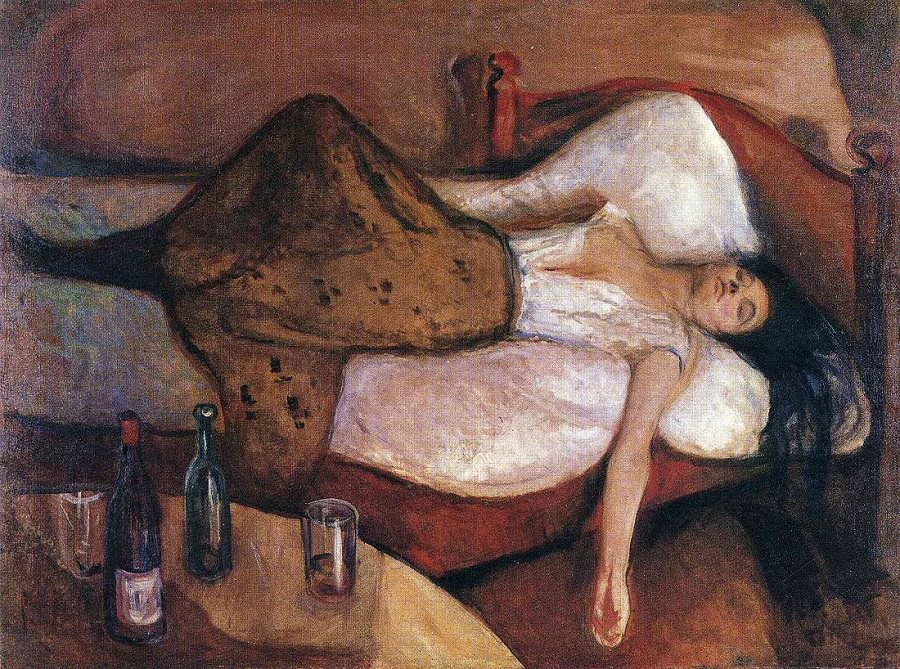
A maioria das agressões sexuais ocorre quando a vítima consumiu álcool, não apenas por bebidas “spiked”.

Uma das drogas mais comuns em estupros de encontro é o álcool, administrado sorrateiramente ou voluntariamente, incapacitando a vítima e caracterizando Agressão sexual facilitada por álcool. O risco de violência sexual aumenta com abuso de álcool e consumo de bebidas alcoólicas cafeinadas.

### Remoção não consensual de preservativo

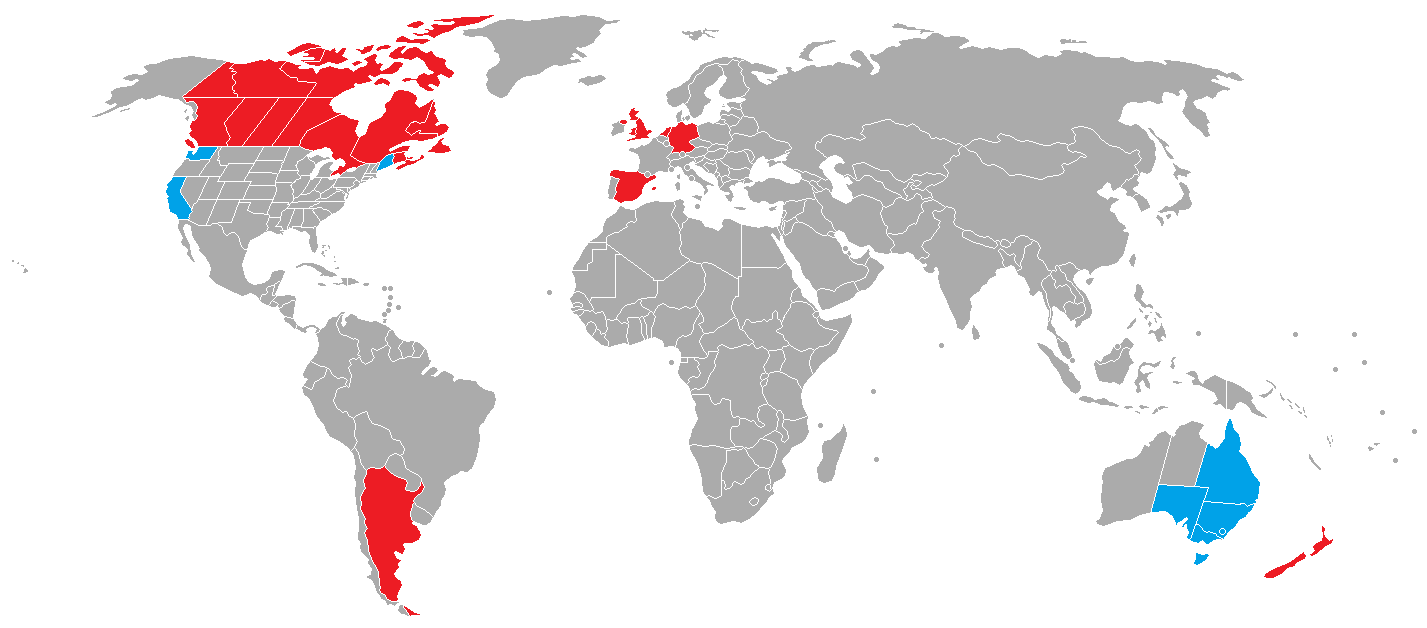
Decisão judicial declarando stealthing como estupro
Lei proibindo stealthing

A prática de remover o preservativo sem consentimento, conhecida como stealthing, constitui agressão sexual e eleva riscos de ISTs e gravidez indesejada.

### Violência sexual em tempo de guerra
O uso de álcool foi fator em estupros cometidos por soldados soviéticos durante a libertação da Sérvia na Segunda Guerra Mundial, aprovados tacitamente pelo alto comando. Princípios de direito internacional consuetudinário já condenavam violência sexual, base para os Princípios de Nuremberg.

## "Óculos de cerveja"
Estudos mostram que o consumo de álcool pode aumentar a percepção de atratividade de rostos do sexo oposto, embora grupos habituais já tenham traços que facilitam essa avaliação. Em 2021, observou-se que frequentadores de bar se sentem mais atraentes conforme se aproxima o fechamento, independentemente do nível de intoxicação.